# Sonia Lewitska
Sonia Lewitska (ukr. : Софія Пилипівна Левицька, rom. : Sonia Lewitska ou Sophia Lewitska), née le 9 mars 1880 et morte le 21 septembre 1937 dans le 11e arrondissement de Paris, est une peintre et illustratrice ukrainienne, à l'époque sujet Empire russe.

## Biographie
Sophia Lewitzka est la fille de Filip Lewitzki et Modesta Bychawska.
Née dans une famille ukraine-polonaise établie sans doute en Podolie (Ukraine), Sonia Lewitska étudie l'art à partir de 1894 dans un cours privé, celui de T. Kazanovsky à Jytomyr, puis dans l'atelier de Sergiy Svetoslavski (1857-1931) à Kiev. Son frère, Modeste Lewitsky ((uk) Модест Левицький, 1866-1932), devint un célèbre écrivain activiste ukrainien, spécialisé dans les essais politiques. Durant ses études, Sonia croise Alexander Archipenko.
En 1905, elle s'établit à Paris et étudie à l'École des beaux-arts. Là, elle se lie d'amitié avec certains représentants du fauvisme comme Raoul Dufy qui l'initie à la peinture sur soie mais aussi Jean Marchand avec qui elle se marie. Elle fréquente les milieux artistiques de Montparnasse et l’École de Paris. Elle expose régulièrement à partir de 1910 (Salon d'automne, Salon des indépendants, Section d'Or). Son style se caractérise par des paysages d'une grande poésie empreint d'une certaine féérie, très lié aux arts populaires ukrainiens, style qui ne laisse pas indifférent des critiques comme Guillaume Apollinaire. Entre 1913 et 1937, elle expose essentiellement dans des galeries parisiennes dont celle de Berthe Weill.
En 1912, son travail est présenté à Moscou, dans le cadre de l'exposition de peintres français intitulée Art Moderne, aux côtés d'Henri Matisse, Albert Marquet, Robert Delaunay, entre autres.
En 1921, elle traduit aux côtés du poète Roger Allard, le roman de Nicolas Gogol, Les Veillées du Hameau près de Dikanka, ou Les Nuits d'Ukraine, qu'elle illustre. Elle se lance alors dans la gravure sur bois.
En 1932 et 1933, elle expose à Lviv. En 1937, elle participe à la rétrospective "Femmes artistes d’Europe” organisée par Laure Albin Guillot au Musée du Jeu de Paume.
Son talent d'illustratrice s'exerce à travers des livres et quelques revues.
Son domicile se situe Rue Caulaincourt. Célèbre artiste ukrainienne, elle meurt à l'âge de 63 ans, dans la Pension Belhomme.
En 1938, la Société des amis de Sonia Lewitska organise en sa mémoire deux expositions à Paris chez Аndré Sambon grâce aux bons soins de Georges Huisman.

## Expositions récentes
- 2005 : Sonia Lewitska, Musée Mainssieux (Voiron)
- 2010 : Artistes russes hors-frontières, Musée du Montparnasse (Paris)

## Ouvrages illustrés
- Nicolas Gogol, Les Veillées du hameau près de Dikanka ou Les Nuits d'Ukraine, Paris, Nouvelle Revue Française, 1921[5]
- Jean de Joinville, Le Livre des Saintes Paroles et des bons faits de Notre Saint Roi Louis, G. Crès, 1922
- Alphonse Séché, Dans toute cage il y a deux oiseaux, R. Chiberre, 1922
- André Thérive (tr.), Le Jardinet de Gaufroy le Louche, Les amis d’Édouard, 1925
- avec Jean Marchand : Paul Valéry, Le Serpent, Eos, 1926
- La Crisopeste. Fantaisie humoristique, La Centaine, 1933